# ماركو أنطونيو فيغيروا
ماركو أنطونيو فيغيروا (بالإسبانية: Marco Antonio Figueroa) (21 فبراير 1962 في تشيلي - ) هو مدرب كرة قدم ولاعب كرة قدم تشيلي في مركز الهجوم، شارك في الألعاب الأولمبية الصيفية 1984. وشارك مع منتخب تشيلي لكرة القدم. أما مع النوادي، فقد لعب مع إيفرتون دي فينا ديل مار ونادي أمريكا ونادي أونيفرسيداد كاتوليكا ونادي سيلايا ونادي موريليا الرياضي ونادي كوبريلوا ويونيون لا كاليرا وAtlético Celaya ‏.

## وصلات خارجية
- ماركو أنطونيو فيغيروا على موقع الاتحاد الدولي (مؤرشف)  (الإنجليزية)
- ماركو أنطونيو فيغيروا على موقع قاعدة بيانات كرة القدم.إي يو (الإنجليزية)
- ماركو أنطونيو فيغيروا على موقع ناشيونال فوتبول تيمز (الإنجليزية)
- ماركو أنطونيو فيغيروا على موقع أوليمبيديا (الإنجليزية)